# Zaścianek (SIMC 1022541)
Zaścianek – kolonia w Polsce położona w województwie lubelskim, w powiecie bialskim, w gminie Łomazy. Miejscowość leży koło wsi Kozły.
W latach 1975–1998 miejscowość należała administracyjnie do województwa bialskopodlaskiego.

## Kolonie Zaścianek w gminie Łomazy
W gminie Łomazy istnieją dwie miejscowości podstawowe typu kolonia o nazwie Zaścianek. Niniejszy artykuł dotyczy kolonii, która posiada identyfikator SIMC 1022541. Drugą z nich jest kolonia Zaścianek, która posiada identyfikator SIMC 0014999.